# Bình Sơn, Thâm Quyến
Bình Sơn tân khu (tiếng Trung: 坪山新区; bính âm: Píngshān xīnqū) là một khu phát triển kỹ nghệ và là một trong 8 khu (quận) của thành phố Thâm Quyến, tỉnh Quảng Đông, Trung Quốc. Quận được thành lập từ năm 2009 và trước đây thuộc về quận Long Cương. Quận mới này thay thế cho các dự án từ năm 1994 và bắt đầu được xây dựng từ năm 1997. Quận mới có diện tích 168 km² và nằm ở phía đông bắc của thành phố Thâm Quyến. Quận giáp với Huệ Châu ở phía đông.